# Murray Maxwell
Murray Maxwell (Wigtownshire, 10 de septiembre de 1775-Londres, 26 de junio de 1831) fue un oficial británico de la Marina Real británica que sirvió con distinción en el siglo XVIII y principios del siglo XIX, particularmente durante la Revolución francesa y las guerras napoleónicas. Maxwell ganó reconocimiento por su participación como capitán en la exitosa campaña del Adriático (1807-1814) durante la cual fue responsable de la destrucción de un convoy de armamento francés en la acción militar del 29 de noviembre de 1811. Gracias a sus éxitos en el Mediterráneo, Maxwell recibió encargos cada vez más importantes y a pesar de la pérdida de su buque HMS Daedalus en Ceilán en 1813, fue designado para acompañar al embajador británico en China en 1816.
Su viaje a China se hizo famoso posteriormente cuando la nave de Maxwell, el HMS Alceste, naufragó en el estrecho de Gaspar y él y su tripulación quedaron varados en una isla cercana. Los náufragos sufrieron escasez de alimentos y fueron atacados repetidamente por piratas malayos, pero gracias al liderazgo de Maxwell no se perdieron vidas. Finalmente fueron rescatados por un buque británico de la Compañía Británica de las Indias Orientales y Maxwell y su tripulación regresaron a Gran Bretaña como héroes populares. Fue nombrado caballero por sus servicios, e hizo una poca exitosa y breve incursión en la política antes de reanudar su carrera naval. En 1831 Maxwell fue nombrado vicegobernador de la isla del Príncipe Eduardo, sin embargo, enfermó y murió antes de poder asumir el cargo.

## Inicios de su carrera
Murray Maxwell nació en 1775, hijo de James y Elizabeth Maxwell. Su padre fue oficial del Ejército Británico en el 42° Regimiento de infantería, mientras que su abuelo fue Alexander Maxwell, segundo de los Baronetes de Maxwell en Monteith. La familia de Murray Maxwell vivía en Penninghame, Wigtownshire, Escocia. Desde temprana edad Murray ya estaba destinado a servir en las fuerzas armadas, seis de los ocho hermanos Maxwell también se unirían al Ejército o la Marina.  En 1790, a la edad de catorce años, fue embarcado en el HMS Juno, entonces al mando de Samuel Hood. Tres años después estallaron las Guerras Revolucionarias Francesas, y Maxwell estaba a bordo de la fragata cuando la embarcación se vio obligada a hacer una huida desesperada del puerto de Tolón bajo intenso fuego de las baterías francesas, durante el asedio de la ciudad. Más tarde ese mismo año, estuvo involucrado en la invasión de Córcega y el asedio de Bastia, generando una impresión tan favorable, que cuando Hood fue trasladado al HMS Aigle en 1794, pidió que lo acompañara Maxwell. El joven marino fue trasladado nuevamente en 1794 a la pequeña fragata HMS Nemesis, esta vez bajo el mando del capitán Samuel Hood Linzee.
En diciembre de 1795 Maxwell fue tomado prisionero cuando el HMS Nemesis fue capturado por una fuerza superior francesa en el puerto de Esmirna. A pesar de la neutralidad de Esmirna, la fragata francesa Sensible y el pequeño buque Sardine entraron en el puerto y pidieron al Nemesis rendirse. Aunque Linzee protestó por el carácter "ilegal" de las demandas francesas, decidió que sería inútil resistirse a los franceses, pues tenían una fuerza mayor dentro de un puerto neutral, por lo que cumplió con la orden francesa. Maxwell fue liberado rápidamente por medio de un intercambio de prisioneros y comenzó de nuevo sus servicios, esta vez a bordo del HMS Hussar al mando del capitán James Colnett. Sin embargo, el 27 de diciembre de 1796, el Hussar naufragó frente al sur de Francia y Maxwell, una vez más, se convirtió en prisionero de guerra. Intercambiado por segunda vez, se unió al HMS Blenheim y más tarde se trasladó al HMS Princess Royal, antes de ser ascendido a teniente en 1796. Después de su promoción, Maxwell no sirvió en el mar sino hasta 1802. En 1798 se casó con la hija de un oficial del ejército, Grace Callander Waugh, matrimonio que tuvo dos hijos.

## Guerras napoleónicas
Al término de la paz de Amiens y el inicio de las Guerras napoleónicas, Maxwell volvió al servicio en el mar a bordo de la balandra de guerra HMS Cyane. A pocos días del comienzo de la guerra, el Cyane ya había capturado a dos barcos de transporte franceses destinados al Caribe, más tarde sirvió en las Indias Occidentales en un intercambio de fuego con dos fragatas francesas fuera de Martinica. En 1803, Maxwell estuvo involucrado en la captura de Santa Lucía, por lo que fue nombrado capitán del navío de línea HMS Centaur. En esta nave, Maxwell participó en la captura de las colonias holandesas y francesas de Tobago, Demerara y Esequibo en 1803, tras lo cual su ascenso a post-capitán se confirmó.
También logró el bloqueo de Martinica y participó posteriormente en la operación para apoderarse de Roca de Diamante, supervisando la construcción de una batería de cañones en la cima. Esta posición fortificada fue capaz de restringir severamente la salida o entrada de los navíos franceses de Fort-de-France. Presente en la captura de Surinam y Berbice en 1804, Maxwell fue el oficial superior naval presente en la rendición de Suriname hecha por el gobernador holandés. Sus acciones en Suriname: comandar las fuerzas navales durante el asedio y la captura de una sucesión de fuertes holandeses a lo largo del río Surinam, fueron sumamente elogiados. El decisivo liderazgo de Maxwell fue fundamental en el rápido movimiento de tropas por el agua para evitar que los holandeses prepararan posiciones defensivas; la colonia se rindió después de que los británicos llegaran a Paramaribo, renunciando a 2000 presos, varios barcos, grandes cantidades de suministros y la propia colonia, con sus valiosas plantaciones. Las pérdidas británicas no llegaron a treinta muertos.

### Servicio en el mediterráneo
En 1805 Maxwell tomó el mando de la fragata HMS Galatea fuera de Jamaica, participando en la Campaña del Atlántico de 1806, donde formó parte de la escuadra bajo las órdenes del Contralmirante Sir Alexander Cochrane que repelió un ataque francés contra un convoy de Jamaica cerca de Tórtola el 4 de julio de 1806. En 1807, fue trasladado al Mediterráneo en el HMS Alceste. Era parte de un escuadrón de asalto que atacó baterías costeras y posiciones a lo largo de la costa española en apoyo de la Guerra de Independencia Española, participando en batallas como la Acción del 4 de abril de 1808. En abril de 1808, poco antes de que España se convirtiese en aliado de Gran Bretaña, logró la destrucción de un convoy cargado de suministros militares fuera del puerto de Rota. Durante los siguientes dos años, Maxwell se convirtió en un experto en el asalto de las costas francesas, italianas y españolas, en la destrucción de torres Martello y de pequeños buques armados. En mayo de 1810 realizó una redada en Frejus, donde lideró un equipo que asaltó y destruyó un fuerte costero y se apoderó de un convoy en la costa.

### Campaña del adriático

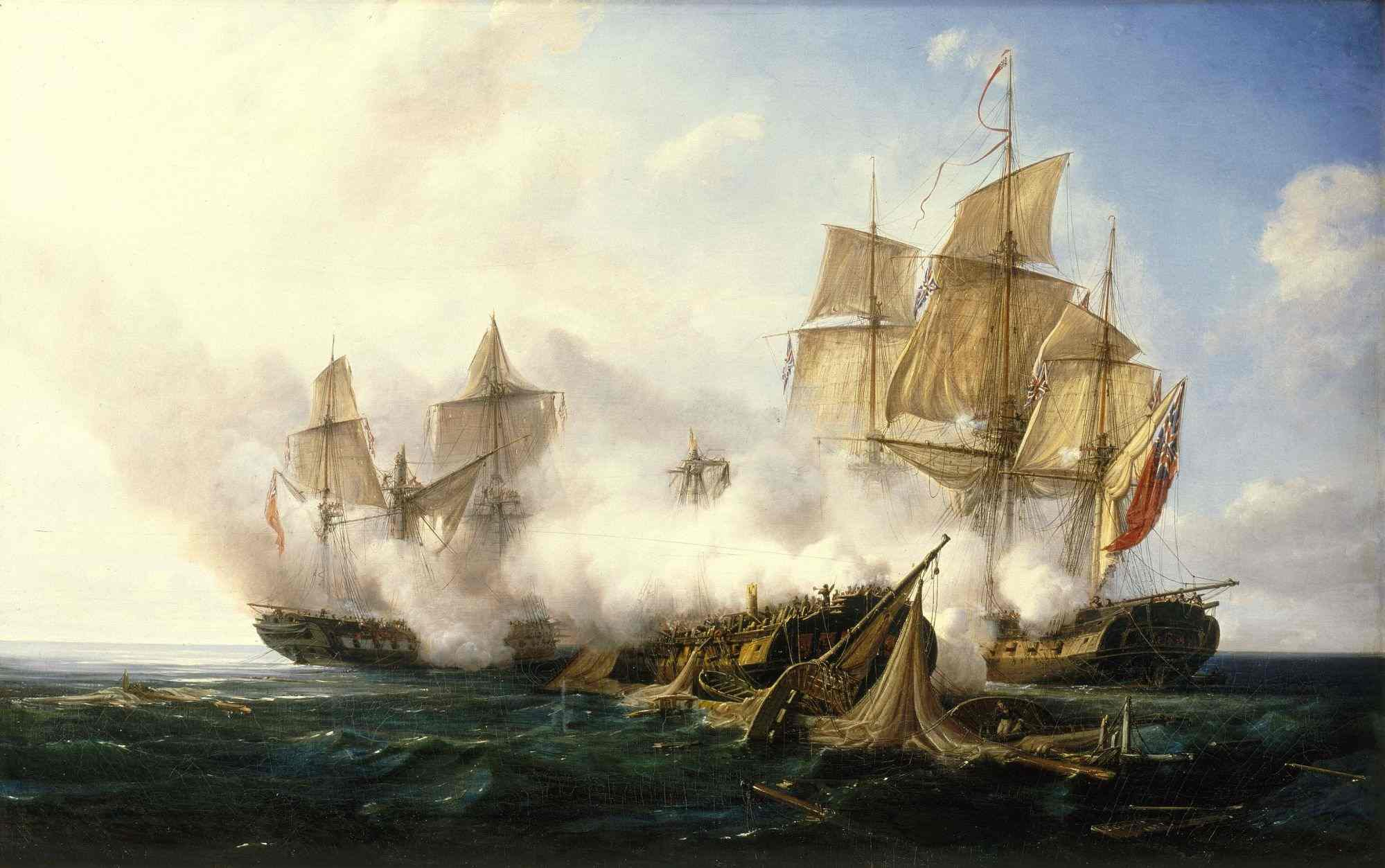
La Pomone contre les frégates HMS Alceste et Active de Pierre Julien Gilbert.

El servicio más notable de Maxwell tuvo lugar durante la Campaña del Adriático (1807-1814). El HMS Alceste fue enviado al Mar Adriático para apoyar a James Brisbane, en ausencia de William Hoste, que había sido herido en la Batalla de Lissa en marzo de 1811. El 4 de mayo Maxwell y Brisbane dirigieron un ataque contra Poreč, donde un bergantín que llevaba suministros a Ragusa se había refugiado. Aprovechando una isla en la boca del puerto, los británicos establecieron una posición de morteros con vistas al anclaje, hundiendo el bergantín tras un intenso bombardeo. En noviembre de 1811, con la ausencia temporal de Brisbane, Maxwell se convirtió en el oficial superior en el Adriático. Siete meses después, un convoy de fragatas francesas cargadas de cañones procedente de Corfú y en dirección a Trieste fue descubierto tratando de pasar desapercibido por los británicos en su base de operaciones en la isla de Lissa. Desde tierra, en el puerto de San Jorge en la isla de Lissa, Maxwell fue informado por telégrafo, por lo cual llevó al Alceste y el resto de su escuadrón —el HMS Active y el HMS Unite— en su búsqueda.
El 29 de noviembre, después de una persecución nocturna, los británicos alcanzaron a sus oponentes cerca de Palagruža. La fuerza francesa consistía en las fragatas Pauline y Pomone y un buque de transporte armado, el Persanne. En la batalla siguiente, el HMS Unite continuó la caza y después de una persecución prolongada, se apoderó de la embarcación más pequeña, el Persanne, mientras que Maxwell y James Alexander Gordon en el HMS Active buscaban capturar las demás fragatas. Los franceses respondieron con dureza, por lo cual, los británicos sufrieron 61 víctimas, incluyendo a Gordon que perdió una pierna. Sin embargo, el Alceste y el Active aislaron con éxito al Pomone y cuando otro barco británico, el HMS Kingfisher, apareció a la distancia, el Pauline huyó. Solo y con gran cantidad de bajas, el Pomone se rindió. El botín fue vendido más tarde junto con la carga de 200 cañones. Maxwell, a pesar de atribuir la mayor parte del mérito de la victoria a Gordon, fue recompensado en 1812 con el comando del HMS Daedalus, una fragata italiana, capturada en la Batalla de Lissa.

### HMSDaedalus
Maxwell comandó al Daedalus por menos de un año. El 2 de julio de 1813 la fragata encalló en un banco de arena frente a Galle, Ceilán, causando graves daños a la quilla. Las filtraciones sufridas llegaron a ser tan graves que Maxwell no tuvo más remedio que ordenar a su tripulación poner fin a los desesperados intentos de mantener el barco a flote y abandonarlo inmediatamente. Maxwell fue el último en salir y poco después de haber sido transportado a un barco cercano, el Daedalus se hundió. Regresó a Gran Bretaña para hacer frente a una corte marcial, pero fue exonerado por la pérdida de la fragata y nuevamente se le dio el comando del Alceste. En 1815 fue nombrado caballero de la Orden del Baño por su servicio naval, y aunque la guerra contra Francia había terminado, se mantuvo en el servicio activo por petición especial de Lord Amherst.

## Viaje a China y naufragio

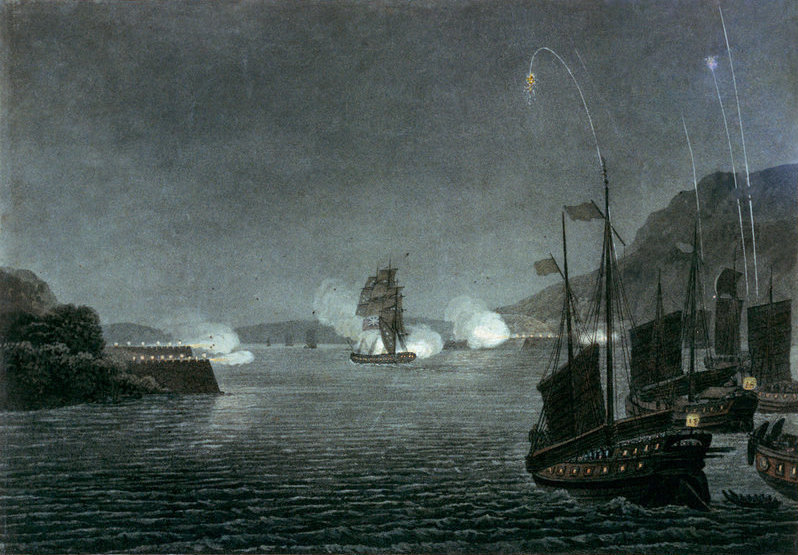
Alceste atacando a los fuertes chinos.

En 1816 Maxwell recibió la orden de escoltar a Lord Amherst en una misión diplomática a China con el emperador Jiaqing. El Alceste fue acompañado por la pequeña balandra HMS Lyra, al mando del capitán Basil Hall, y el General Hewitt, que llevaba regalos para el emperador. El pequeño convoy hizo escalas en Madeira, Río de Janeiro, Ciudad del Cabo, Anjere y Yakarta y finalmente llegó a Peiho en julio, después de casi seis meses de navegación. Amherst descendió a tierra con su equipo e instruyó a Maxwell ir a su encuentro en Cantón una vez finalizada su misión diplomática. Sin embargo, como se esperaba que la misión se prolongara por varios meses, Maxwell y Hall acordaron utilizar el tiempo para convertirse en los primeros marineros británicos en explorar el Mar Amarillo y más allá. El Lyra y el Alceste visitaron el Golfo de Pecheli, la costa oeste de Corea y las Islas Ryūkyū, transformándose, en algunos casos, en los primeros barcos europeos, de los que se tenga registro, en navegar esas aguas. Durante el viaje, Maxwell vio la Gran Muralla China y descubrió graves errores en las cartas de navegación del Oeste de Corea, encontrando la costa 130 millas al oeste de lo señalado. La expedición también hizo el primer contacto conocido del gobierno británico, tanto con los coreanos como con los isleños del Ryukyu, quienes ignoraron las instrucciones de las autoridades chinas de no comunicarse con las naves británicas.
Maxwell llegó al río Perla, en noviembre de ese año, preparado para navegar a Cantón para su reencuentro con Amherst. La misión de Amherst había zozobrado, debido a la negativa de los británicos de someterse al emperador chino y ofrecerle homenaje como soberano, por lo cual Amherst y su séquito tuvieron que retirarse a Cantón con su misión incompleta. En la desembocadura del Perla, al Alceste se le negó el permiso para entrar en el río y se le dio la orden de detenerse, orden hecha por un mandarín local, que amenazó con hundir la fragata si se trataba de forzar el paso. Respondiendo que la embarcación iba a pasar el río con o sin permiso del mandarín, Maxwell atacó las defensas de China, rompiendo el bloqueo de los barcos chinos y los fuertes que custodiaban la desembocadura del río. Navegaron a Cantón, sin impedimento y sin sufrir bajas, mientras que las pérdidas de China se informaron en 47 muertos y muchos heridos. Maxwell en persona había disparado la primera bala de cañón, como un comunicado de que asumía la responsabilidad personal por el intercambio de fuego; al parecer, la bala estaba marcada irónicamente con «Homenaje del rey de Inglaterra a los chinos». Después de recoger a Amherst y su gente en Whampoa, Cantón, Maxwell navegó por el río Perla y en enero de 1817 comenzó el viaje de regreso a Gran Bretaña, visitando Macao y Manila.
El 18 de febrero de 1817 el Alceste se adentró en el estrecho de Gaspar, ubicado entre Bangka y Liat, atravesando en gran parte, aguas desconocidas. Algunas horas más tarde, la fragata chocó contra un arrecife escondido, provocando graves daños en su casco. A pesar de los esfuerzos de Maxwell, el carpintero informó que el Alceste estaba haciendo aguas y rápidamente se hundiría si intentaban reflotar. Razón por la cual, ordenó abandonar el buque. Tras la construcción de una pequeña balsa, el resto de los barcos, la tripulación y los pasajeros se dirigieron a una isla cercana, formada en gran parte de pantanos de manglares impenetrables. Siendo el último en salir del Alceste, Maxwell llegó a la costa en la mañana del 19 de febrero. Se decidió posteriormente que Amherst tomara los botes del barco y cincuenta hombres y tratara de dirigirse a Yakarta, a cuatro días de navegación. Era indispensable que Amherst llegara a Yakarta rápidamente, puesto que los recursos, especialmente el agua potable, sólo durarían unos pocos días, compartidos entre los 250 sobrevivientes.

### Ataque de los dayak
Para mantener la moral tras la partida de Amherst, Maxwell comenzó a organizar el resto de sus doscientos hombres (y una mujer) para asegurar su posición y recoger suministros. Los hombres fueron divididos en grupos, uno con la orden de cavar un pozo, mientras que otro tenía la orden de regresar a los restos del Alceste para salvar todas las armas y equipos posibles. Un tercer grupo recibió la orden de despejar un camino hasta el centro de la colina de la isla, donde podrían utilizar una cueva como despensa y los árboles talados serían utilizados para formar una empalizada de protección. Al final del primer día el pozo ya estaba produciendo un suministro constante de agua.
Los hombres encargados de rescatar el equipo a bordo del Alceste determinaron que el barco no estaba en peligro inminente de hundirse, por lo cual decidieron permanecer a bordo durante la noche. Sin embargo, en la madrugada se despertaron para descubrir el barco rodeado de dayaks (o malayos) con barcos armados con colisas. Los hombres escaparon en una balsa, llegando a la isla antes que los barcos dayaks gracias al apoyo de los Royal Marines armados que llegaron a su encuentro. Con los restos del naufragio abandonados, los dayaks comenzaron el saqueo; varios barcos dayaks se acercaban a la isla desembarcando a sus tripulantes en las rocas, tanto para observar a los británicos, como para almacenar lo saqueado. Maxwell organizó apresuradamente posiciones defensivas, previniendo un ataque de los dayaks, completando la empalizada en la colina de la isla y preparando estacas afiladas, además de improvisar cientos de cartuchos para un grupo de treinta mosquetes. En los siguientes días, los barcos dayaks se acercaron a la isla en varias ocasiones, pero a pesar de los intentos de británicos de comunicarse con ellos, nunca lo lograron. Finalmente, el 22 de febrero, Maxwell se aprovechó de las posiciones divididas de los dayaks para ahuyentar a los observadores malayos de las rocas, con la intención de recapturar los restos del naufragio. La maniobra fue inicialmente exitosa, pero los dayaks en retirada prendieron fuego al Alceste, el cual, se extendió hasta la línea de flotación. Así las bodegas quedaron abiertas y a la mañana siguiente los marineros varados pudieron recoger algunas provisiones que habían quedado flotando alrededor del barco.
Durante la madrugada del 26 de febrero, centinelas británicos descubrieron dos barcos intentando desembarcar en la ensenada donde los barcos británicos se habían quedado anclados. El teniente de navío Hay tomó uno de los barcos para interceptar a los dayaks y ordenó abordar una de las canoas enemigas, logrando tomarla, a pesar del fuego de los cañones malayos. Cuatro dayaks murieron, dos capturados y cinco saltaron al mar ahogándose, después de haber hundido el otro barco. Más tarde catorce barcos dayaks aparecieron, dirigidos por una embarcación donde se encontraba el rajá. Estos se dirigieron a la isla y varios malayos llegaron a tierra, algunos marineros británicos fueron admitidos a bordo de la embarcación del rajá. La incapacidad de ambas partes de hablar el otro lenguaje obstaculizó las negociaciones, por lo cual los malayos se retiraron a sus embarcaciones al final del día. Posteriormente el rajá renovó las operaciones de rescate en el naufragio, buscando especialmente los clavos de cobre que habían mantenido las vigas de la nave unidas. El 2 de marzo hubo casi treinta barcos enemigos alrededor de la isla, de los cuales veinte fueron repartidos para abrir una ineficaz línea de fuego de largo alcance en las posiciones británicas en tierra, acompañados de sonidos frenéticos de tambores y gongs. A pesar de que se hicieron nuevos esfuerzos para comunicarse con los Dayaks y se enviaron algunos mensajes con la esperanza de que alguien con autoridad los interceptara, y transmitiera a los asentamientos cercanos, la tripulación británica esperaba un ataque en cualquier momento. Como preparativo, Maxwell reunió a sus hombres y les habló:

My lads, you must all have observed the great increase in the enemy's force, and the threatening posture they have assumed. I have reason to believe they will attack us this night. I do not wish to conceal our real state, because I do not believe there is a man here who is afraid to face any sort of danger. We are in a position to defend ourselves against regular troops, far less a set of naked savages, with their spears and krisses. It is true they have swivels in their boats, but they cannot act here. I have not observed that they have any muskets, but if they have, so have we. When we were first thrown on shore we could only muster seventy-five musket ball cartridges — we now have sixteen hundred. They cannot send up, I believe, more than five hundred men; but with two hundred such as now stand around me, I do not fear a thousand — nor fifteen hundred of them. The pikemen standing firm, we will give them such a volley of musketry as they will be little prepared for; and when they are thrown into confusion, we will sally out, chase them into the water, and ten to one but we secure their vessels. let every man be on the alert, and should these barbarians this night attempt our hill, I trust we shall convince them they are dealing with Britons.
Muchachos, ustedes deben haber observado el gran aumento de la fuerza del enemigo, y la postura amenazante que han asumido. Tengo razones para creer que nos van a atacar esta noche. No quiero ocultar nuestro estado real, porque no creo que haya aquí un hombre que tenga miedo de enfrentarse a cualquier tipo de peligro. Estamos en condiciones de defendernos contra tropas regulares, y más aún contra un conjunto de salvajes desnudos con sus lanzas y krises. Es cierto que tienen armas en sus barcos, pero no pueden actuar aquí. No he observado que tengan fusiles, pero si los tienen, nosotros también. Cuando llegamos a la costa, sólo pudimos reunir 75 cartuchos de mosquete - ahora tenemos 1 600. No pueden enviar más, creo, de 500 hombres, pero con 200 como los que ahora están a mi alrededor, no tengo miedo de enfrentarme a 1000 - ni 1500 de ellos. Los piqueros firmes y de pie, les vamos a dar una descarga de fusilería, estarán poco preparados para ello y cuando estén dentro de la confusión, vamos a saltar al ataque, persíganlos en el agua, diez a uno pero aseguraremos sus balsas. Que todo hombre esté alerta y si estos bárbaros esta noche intentan atacar nuestra colina, confío en que vamos a convencerlos de que están tratando con británicos.

Tan fuerte fue la ovación que siguió a estas palabras que los enemigos quedaron en silencio, los dayaks parecían nerviosos. Sin embargo, por la mañana las veinte canoas estaban todavía en alta mar. Con el esperado rescate atrasado y los suministros a punto de agotarse, se creó un plan desesperado: utilizar los botes para capturar los barcos malayos, y permitir que la tripulación entera intentara llegar a Yakarta. Sin embargo, cuando estos planes aún se estaban formando, un bergantín armado de la Honorable Compañía de las Indias Orientales, el Ternate, apareció en el horizonte austral.

### Napoleón
Decidido a hacer una muestra de desafío, Maxwell ordenó a los marines vadear hacia los barcos enemigos en marea baja y abrir fuego contra ellos. No tuvo éxito, pero persuadió a los dayaks a moverse lejos de la costa, retirándose completamente cuando apareció el Ternate. Al día siguiente los sobrevivientes se embarcaron a bordo del Ternate, Maxwell no perdió un solo hombre, ni en el naufragio ni en la isla. En Yakarta la tripulación se reunió con Amherst y su equipo, que había enviado al Ternate en busca de ellos, posteriormente, fletaron el Caesar, navío perteneciente a la Compañía de las Indias Británicas, para el resto del viaje de regreso a Gran Bretaña.
El viaje a Europa se mantuvo azaroso. En el Océano Índico el Caesar se incendió y quedó casi destruido, y después de hacer una parada en Ciudad del Cabo, el navío visitó la isla Santa Elena, donde Amherst, Maxwell y otros oficiales fueron presentados al exemperador francés Napoleón Bonaparte, que estaba preso en la isla. En la reunión con Bonaparte, este recordó la conducta de Maxwell en la acción de noviembre de 1811 y lo felicitó por su victoria, diciendo: «Su gobierno no debería culparlo por la pérdida del Alceste, ya que fue usted quien se apoderó de una de mis fragatas».

## Servicio posterior
Volvieron a Gran Bretaña en agosto de 1817, donde la historia de su naufragio y las consiguientes dificultades se habían convertido en noticia de primera plana, Maxwell fue ampliamente elogiado por su liderazgo. En la corte marcial convocada para investigar el incidente fue exonerado de toda culpa y especialmente elogiado por su calma y el control autoritario de la situación. Uno de los principales testigos en su favor fue Lord Amherst. La corte marcial informó que «su sangre fría y sus esfuerzos fueron muy notables». Al año siguiente fue nombrado Caballero y en 1819 miembro de la Royal Society. Ese mismo año la Compañía de las Indias Británicas le hizo entrega de 1 500 libras, como recompensa por sus servicios en China y para compensarle por sus pérdidas financieras en el accidente. Un relato de la travesía por el mar Amarillo de Basil Hall fue publicado en 1818 bajo el título "Relato de un viaje de descubrimiento a la costa oeste de Corea y las Gran islas Loo-Choo" (en inglés: "Account of a Voyage of Discovery to the West Coast of Corea and the Great Loo-Choo Islands"). El libro fue dedicado a Murray Maxwell y tuvo mucho éxito.
Maxwell se postuló en las elecciones generales de 1818, aspirando a convertirse en Parlamentario por Westminster. Fue derrotado por menos de 400 votos, perdiendo ante Samuel Romilly y Francis Burdett. La campaña lo arruinó económicamente y sufrió «lesiones graves» en el Covent Garden, cuando fue golpeado en la espalda por un adoquín arrojado desde una multitud contraria a su candidatura; quedó disgustado por el proceso político. Sufrió un serio daño pulmonar, lesión de la que nunca se recuperó completamente, y nunca más se involucró en la política. En lugar de ello, regresó a la Armada en 1821 como capitán del HMS Bulwark, el buque insignia del almirante Benjamin Hallowell en Chatham. El mismo año, el explorador del Ártico Henry Parkyns Hoppner, que había servido a Maxwell a bordo del Alceste en la misión a China, bautizó a la bahía Murray Maxwell en la isla de Baffin en honor a su antiguo capitán.
En 1823 Maxwell estaba al mando del HMS Gloucester, organizando operaciones contra los contrabandistas, más tarde en el año, se le dio el mando del HMS Briton y órdenes de dirigirse al extranjero, a América del Sur. Allí observó la Independencia del Perú y estuvo presente en la rendición de Callao, formando una amistad con el general derrotado José Ramón Rodil y Campillo. El viaje resultó ser una experiencia frustrante para Maxwell, quien se fracturó la rótula en el viaje de ida y nunca recuperó totalmente el uso de la extremidad. También falló en ganar cualquiera de los beneficios económicos que podrían traer los puestos en el extranjero y fue incapaz de restaurar sus finanzas destrozadas, volviendo a ser un hombre pobre, igual como se había ido.

### Muerte
Mientas seguía sufriendo los efectos negativos de la lesión en el pecho provocada durante las elecciones de 1818, Maxwell volvió a Gran Bretaña en 1826 e inició su jubilación; durante este periodo también sufrió de depresión, especialmente después de la repentina muerte de su hija menor en 1827. En 1830, fue llamado por el recién coronado, rey Guillermo IV. El rey Guillermo seleccionó una serie de oficiales de la Marina de alto nivel para ser sus ayudantes de campo, incluido Maxwell. Posteriormente fue designado para suceder a John Ready como el vicegobernador de la Isla del Príncipe Eduardo, el 14 de marzo de 1831. Dejó su casa en Escocia y se dirigió a Londres para hacer los preparativos de su partida, sin embargo, enfermó repentinamente. La asistencia médica no estuvo disponible durante las 48 horas que duró la travesía y el clima le impidió tomar un bote abierto en su condición. Como resultado, Maxwell murió poco después de llegar al Hotel Green en los campos de Lincoln Inn, en Londres. El coronel Aretas William Young tomó su lugar como vicegobernador de la Isla del Príncipe Eduardo. Fue enterrado en la iglesia de St Marylebone de Londres. Su hijo John Maxwell Balfour murió en 1874 como un almirante de la Marina Real británica.